# 灯油ランプ

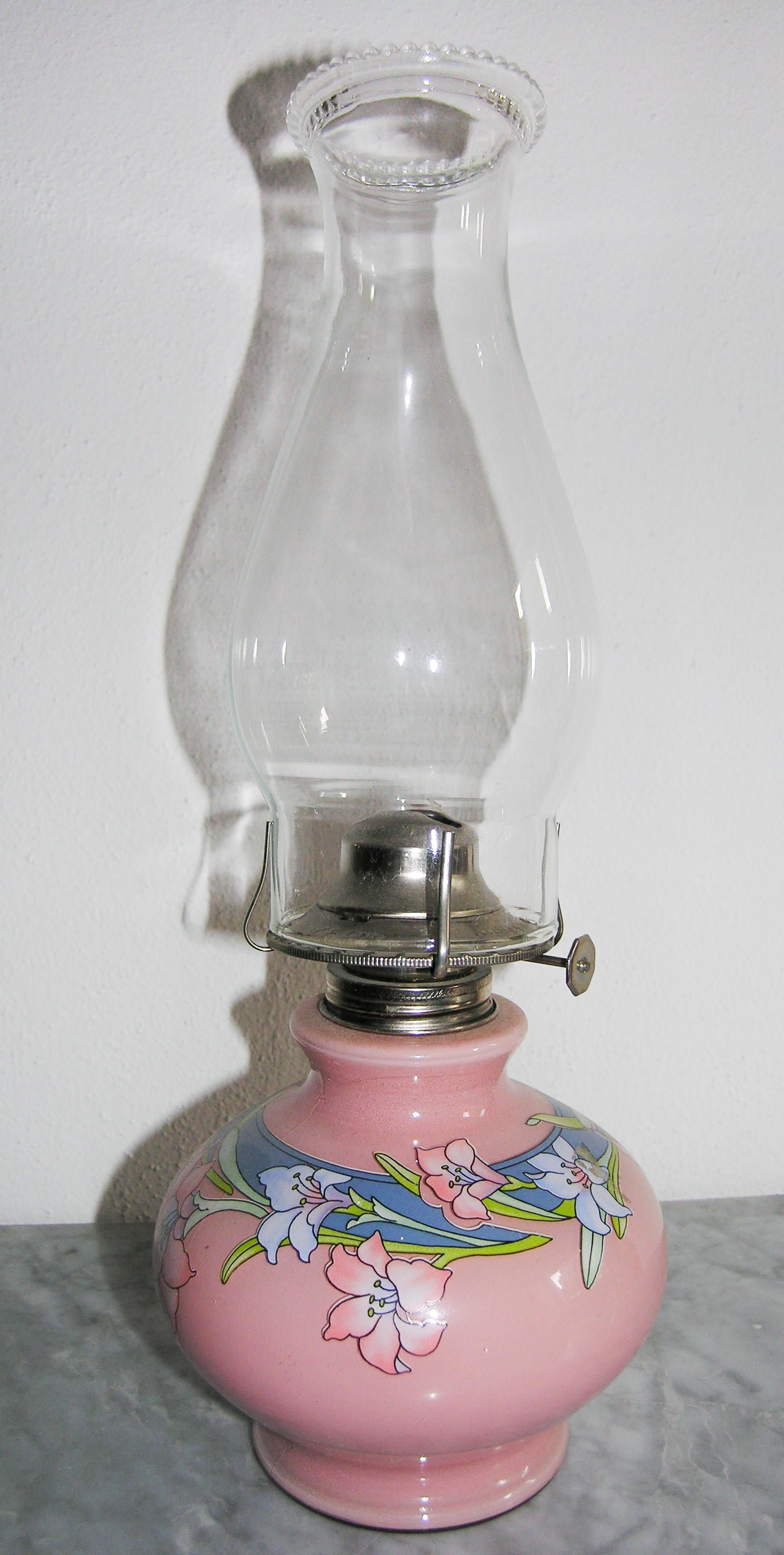
スイス製の平芯灯油ランプ。右に突き出したノブで芯の出方を調整して炎のサイズを調整する。

灯油ランプ（とうゆランプ、英語: kerosene lamp、いくつかの国ではparaffine lampとも）は灯油を燃料とする照明器具の一種。
灯油ランプは光源としてガラス製の火屋（ほや）で保護された灯芯ないしマントルを有し、卓上で使われたり、手持ちのランタンは携帯用照明として用いられたりする。オイルランプ同様に、電化されていない地域や、電化地域での停電時、キャンプ場やボートの上で電源を必要としない光源として重宝される。灯油ランプは平芯、丸芯（巻芯）、マントルランプの3種類に分類される。持ち運びに便利な灯油ランタンは平芯を備え、デッド・フレイム、ホット＝ブラスト、コールド＝ブラストといった種類がある。
圧力式灯油ランプではガスマントルが用いられ、他のメーカーの中でもペトロマックス、ティリー・ランプ、コールマンのランプが知られている。これらのランプは芯を用いるランプよりも燃料当たり多くの光を発生するが、構造が複雑で高価であり、操作も複雑である。手押しポンプで加圧された空気によって液体燃料が調整タンクからガス室に送り込まれる。ガス室からの燃料蒸気が燃焼し、マントルが白熱するまで加熱され、熱も供給される。
灯油ランプは電力が供給されていないアフリカやアジアの農村地域の照明として広く使用されている。灯油ランプで年間推定770億リットルの燃料が消費されるが、これは1日当たり130万バレルの石油に相当し、米国の年間のジェット燃料消費量760億リットルに相当する。

## 歴史
石油を使用した単純なランプについては、9世紀にバグダッドでペルシャ人錬金術師アル・ラーズィーによって著述され、彼の著作 Kitab al-Asrar（『秘密の本』）の中では "naffatah" と呼ばれていた。1846年にエイブラハム・ゲスナーは石炭から乾留した照明用の鯨油の代替品を発明した。後に石油から精製された灯油は人気のある照明燃料となった。灯油ランプの現代的でもっとも一般的なバージョンは、のちにポーランド人発明家で薬剤師のイグナツィ・ウカシェヴィチによって1853年にリヴィウで組み立てられた。これは植物油や鯨油（マッコウクジラの油）を燃焼させるように設計されたランプよりも格段に改善されたものだった。

## 種類

### 平芯ランプ

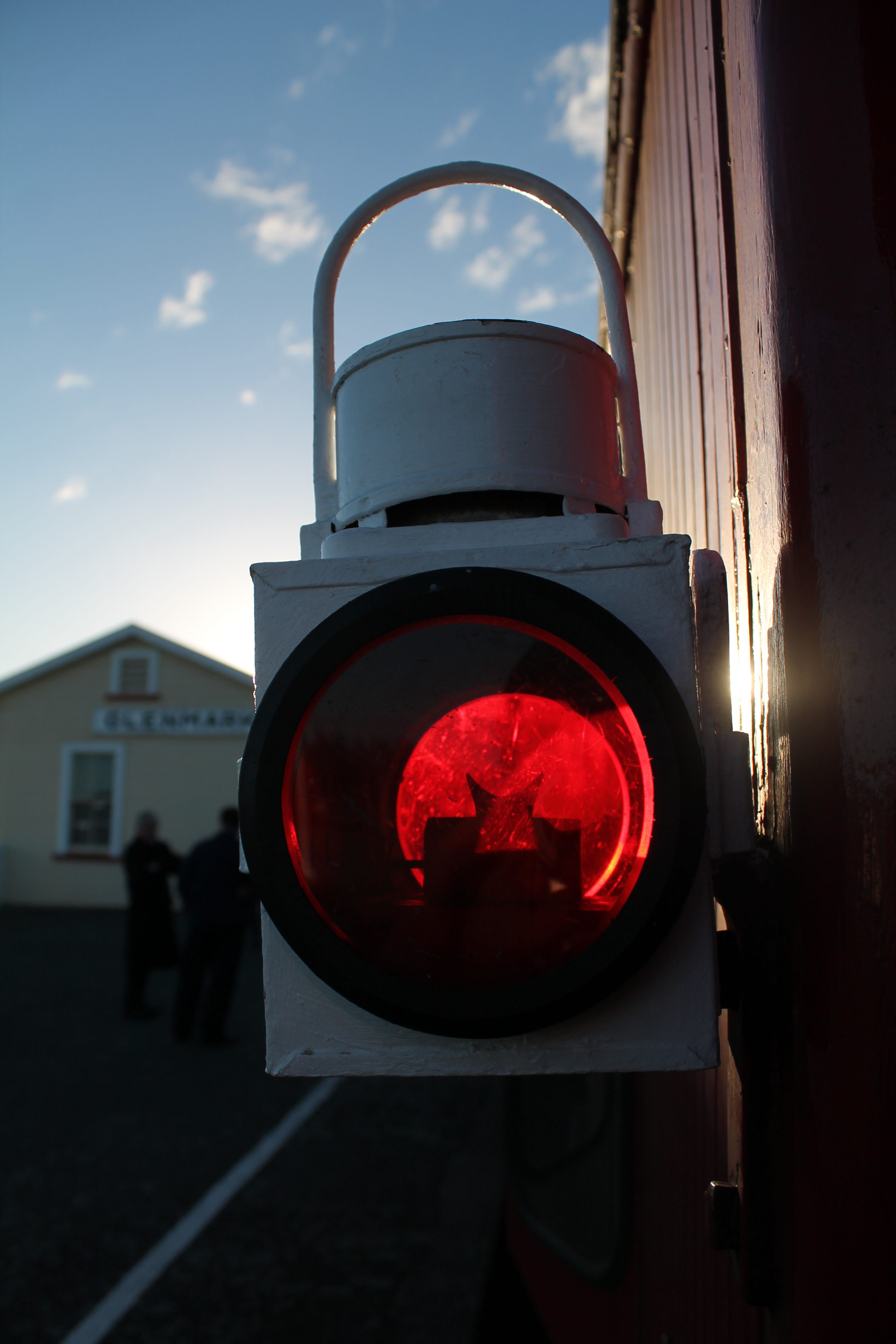
ウェカ峠鉄道のニュージーランド鉄道ランプ

平芯ランプは毛細管現象によって芯で吸い上げらた灯油を燃焼させる単純な種類の灯油ランプである。このタイプのランプが壊れると容易に火災につながる可能性がある。平芯ランプにはバーナーが取り付けられた燃料タンク（油壷）がある。燃料タンクにつけられた4本の支柱が炎が風に吹かれるのを防ぐとともに、熱によって引き起こされる上昇気流を強めるためのガラスの火屋を支える。ガラスの火屋には燃料を完全に燃焼させえるための適切な上昇気流を発生するために「喉」（わずかなくびれ）が必要だが、上昇気流は炎を通過する空気（酸素）をより多く運び、裸火が発するよりも明るく煙のない光を発生させるのに有効である。
火屋はより重要な役割のために使用される。マントルや芯の保持部には外縁の周りに穴が開けられている。ランタンが点灯されて火屋が取り付けられると、熱による上昇気流がこれらの穴から空気を吸い込み、建物の煙突のようにマントルの上部を通過する。これには冷却効果があり、マントルが過熱するのを防止する。明確な安全条件に、適切に取り付けられたチムニーがある。これはアラジン社のランプを使用する際にはより重要な事項である。このタイプのランプではより高速の気流を生成するために細い火屋が用いられている。この条件はランタンの種類に関係なく遵守する必要がある。
バーナーには、通常は木綿で作られた平らな芯がある。芯の下部は油壷に浸かって灯油を吸収し、芯の上部はバーナーの芯管から伸びていて芯の調整機構がついている。芯が芯管の上にどれだけ露出するのかを調節することによって炎の大きさを制御する。芯管が芯を囲み、バーナーに達する適切な量の空気を確保する。芯の伸びは通常、芯を支える歯付きの金属スプロケットであるクリックを操作する小さなノブで行われる。芯を高くしすぎて、芯管の上部にあるバーナーコーンを超えて伸びた場合、ランプからは煙と煤（未燃焼の炭素）が生成される。ランプが灯されると、芯に吸収された灯油が燃えて透明で明るい黄色の炎が発生する。灯油が燃焼すると、芯の毛細管現象によって燃料タンクからさらに灯油が吸い上げられる。すべての平芯灯油ランプは、炎に下から冷気が供給され、熱気が上から排出されるバーナー設計（デッド・フレイム）が採用されている。
このタイプのランプは、その信頼性の高さから鉄道事業において列車の前後および手信号の両方で非常に幅広く使用されていた。大きな町の外では夜に競合する光源がほかになかったので、これらのランプの限定的な明るさでも、警告および信号として機能するのに十分であった。

### 中央通風（巻芯）ランプ

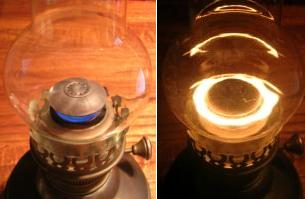
「中央通風」の巻芯灯油ランプ

中央通風ランプないしアルガン灯は平芯ランプと同様に機能する。バーナーには30cmないしそれ以上の背の高いガラスの火屋が、このランプが適切に燃焼するために必要な気流を提供するために取り付けられている。バーナーには通常、木綿で作られた幅が広く平らな芯を筒に巻き付けて、その継ぎ目を縫い合わせて管状にした芯が使用される。管状の芯はバーナーの芯上げ機構のギアに係合し、芯を上下させることができる歯付きラックである「キャリア」に取り付けられる。芯は内側と外側の芯管の間にあり、内側の芯管（中央通風管）は火炎拡張器に空気を供給する「中央気流」ないし気流をもたらす。ランプが灯されると、中央の通風管が火炎拡張器に空気を供給し、火炎拡張器が炎を輪の形に広げてランプをきれいに燃焼させる。

### マントル・ランプ

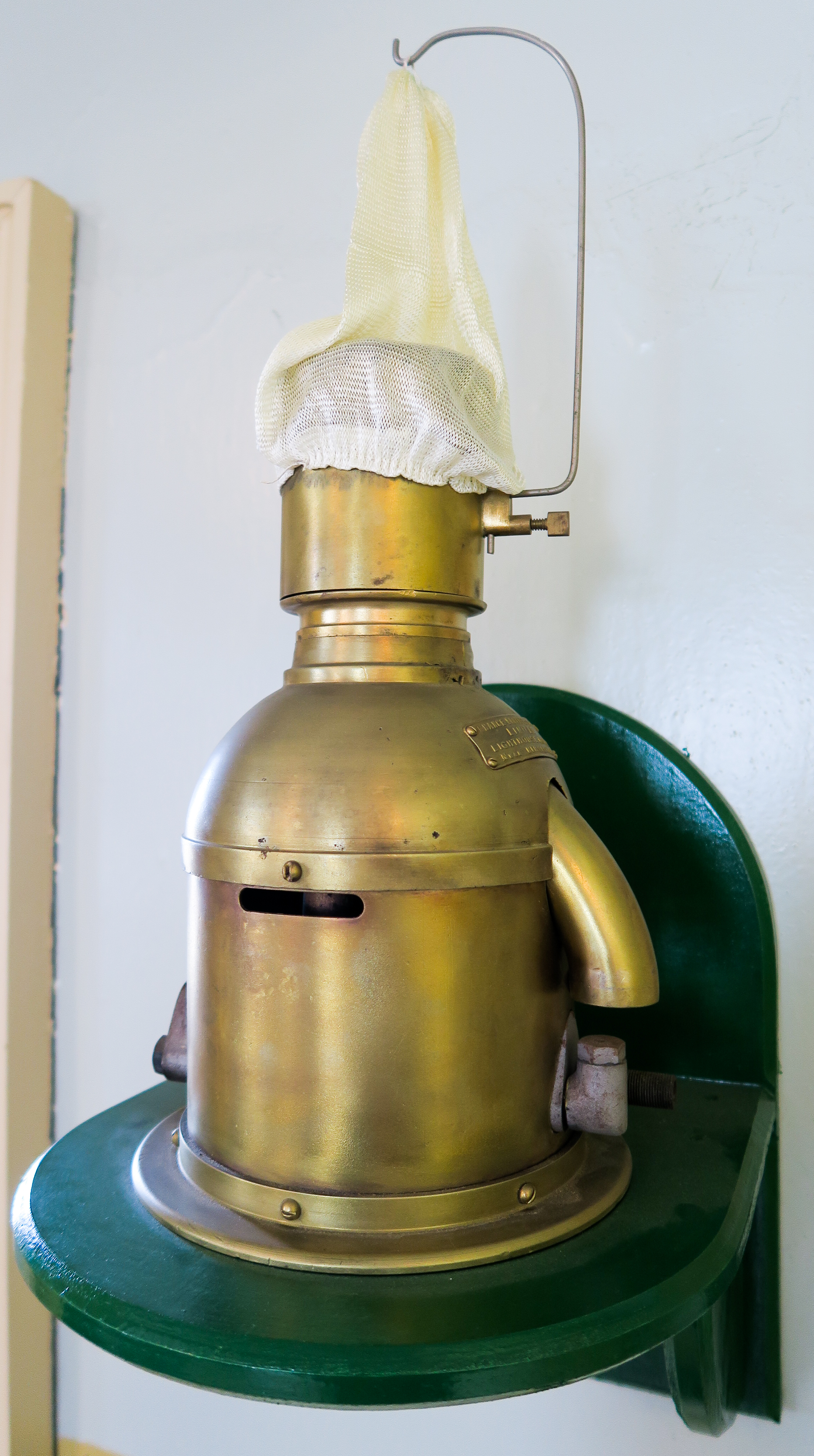
1976年までサンバラ岬灯台の光源として使用されていたチャンス商会製85mm「白熱石油蒸気設備」。

中央通風ランプの変種がマントルランプである。マントルはバーナーの上に置かれた、布製のほぼ洋ナシ形の網（メッシュ）である。マントルには通常、トリウムないしその他の希土類塩が含まれており、最初に使用する際に布が燃え尽きて、希土類塩が酸化物に変換されて非常に壊れやすいが固い構造物が残り、バーナーの炎の熱にさらされると白熱し明るく輝く。マントル・ランプは平芯や巻芯のランプよりもかなり明るく、より白い光を発し、より多くの熱を生成する。マントル・ランプでは通常は平芯ランプよりも早く燃料を消費するが、すべての光が炎自体からではなく、マントルを加熱する小さな炎に依存していることから、中央通風ランプよりは遅くなる。
ほとんどの場合、マントル・ランプはランプシェードの利点を用いるのに十分な明るさがあり、寒い季節に小さな建物を暖めるのに数個のマントルランプで十分な場合もある。
マントルランプは動作温度が高いため、最初に点灯したときと消灯したとき以外はあまり臭わない。平芯や巻芯のランプと同様に明るさを調節できるが、芯を高く設定しすぎるとランプの火屋とマントルが黒い煤でおおわれる可能性があるため注意が必要である。芯を高く設定しすぎてもすぐに下げれば煤が無害に燃え尽きるが、すぐに対応しないと煤自体が発火して「暴走ランプ」状態になる可能性がある。
大型の据え付け型の圧力式灯油マントルランプは船舶航行用の灯台の標識灯として用いられ、それ以前に用いられていたオイルランプと比べてより明るく燃料消費も少なくなっている。

### 灯油ランタン

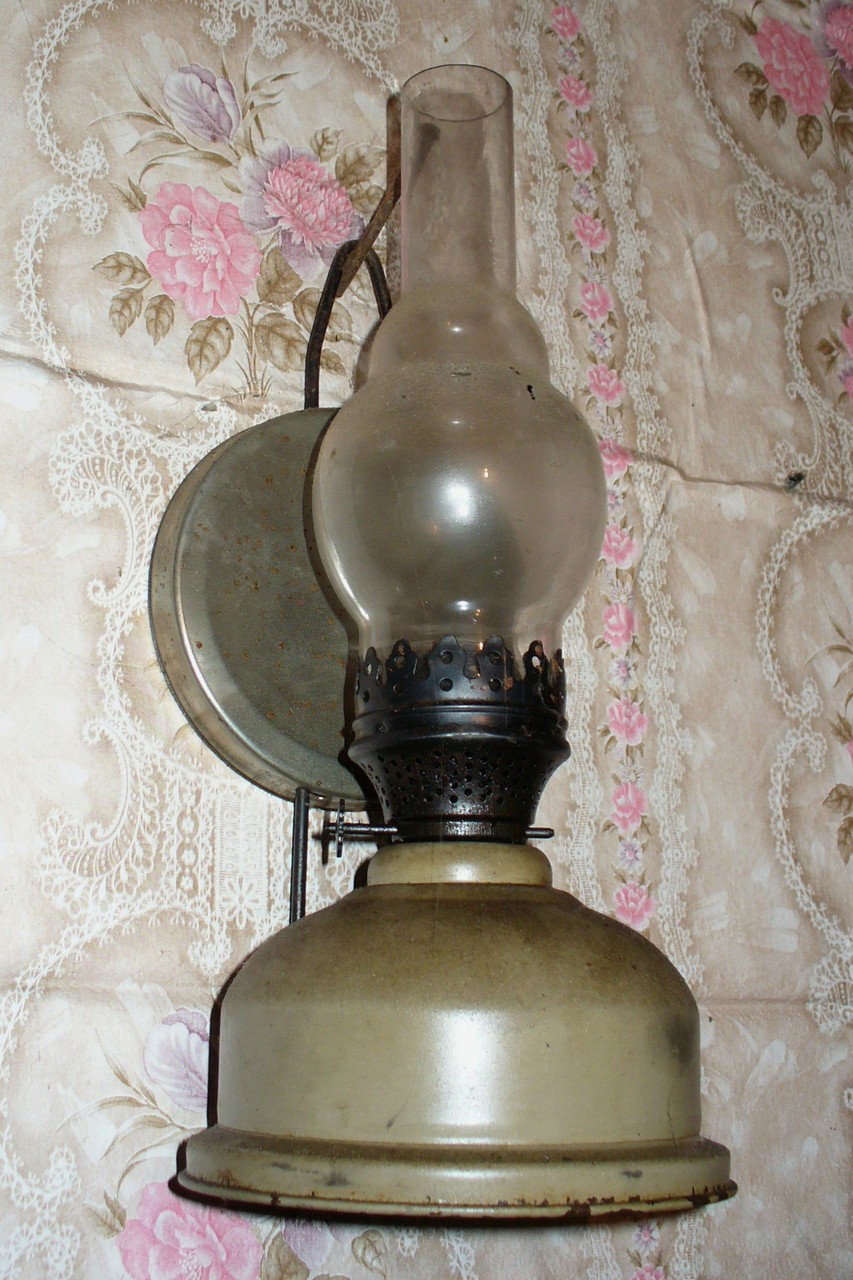
デッド・フレイム

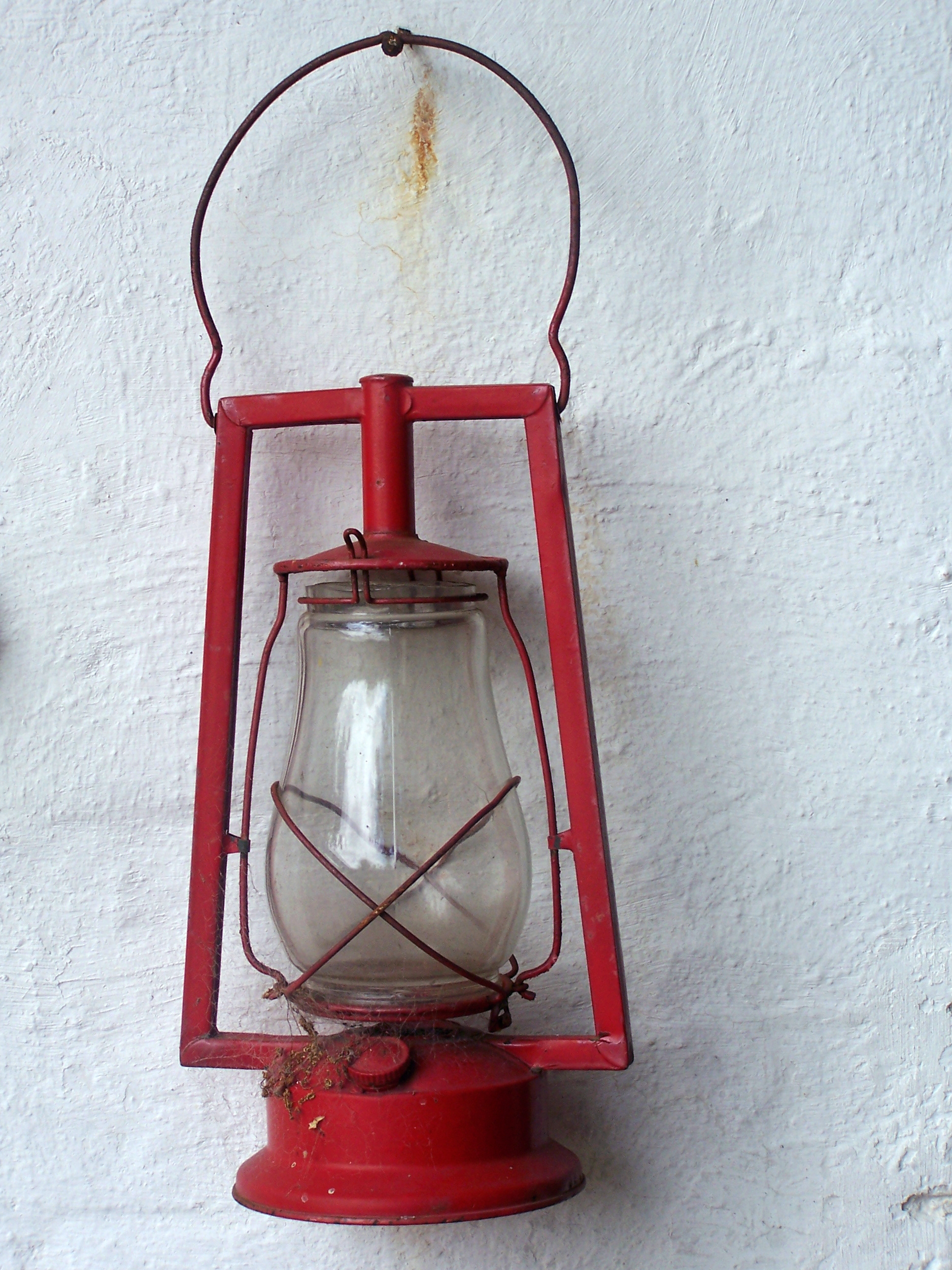
ホット＝ブラスト

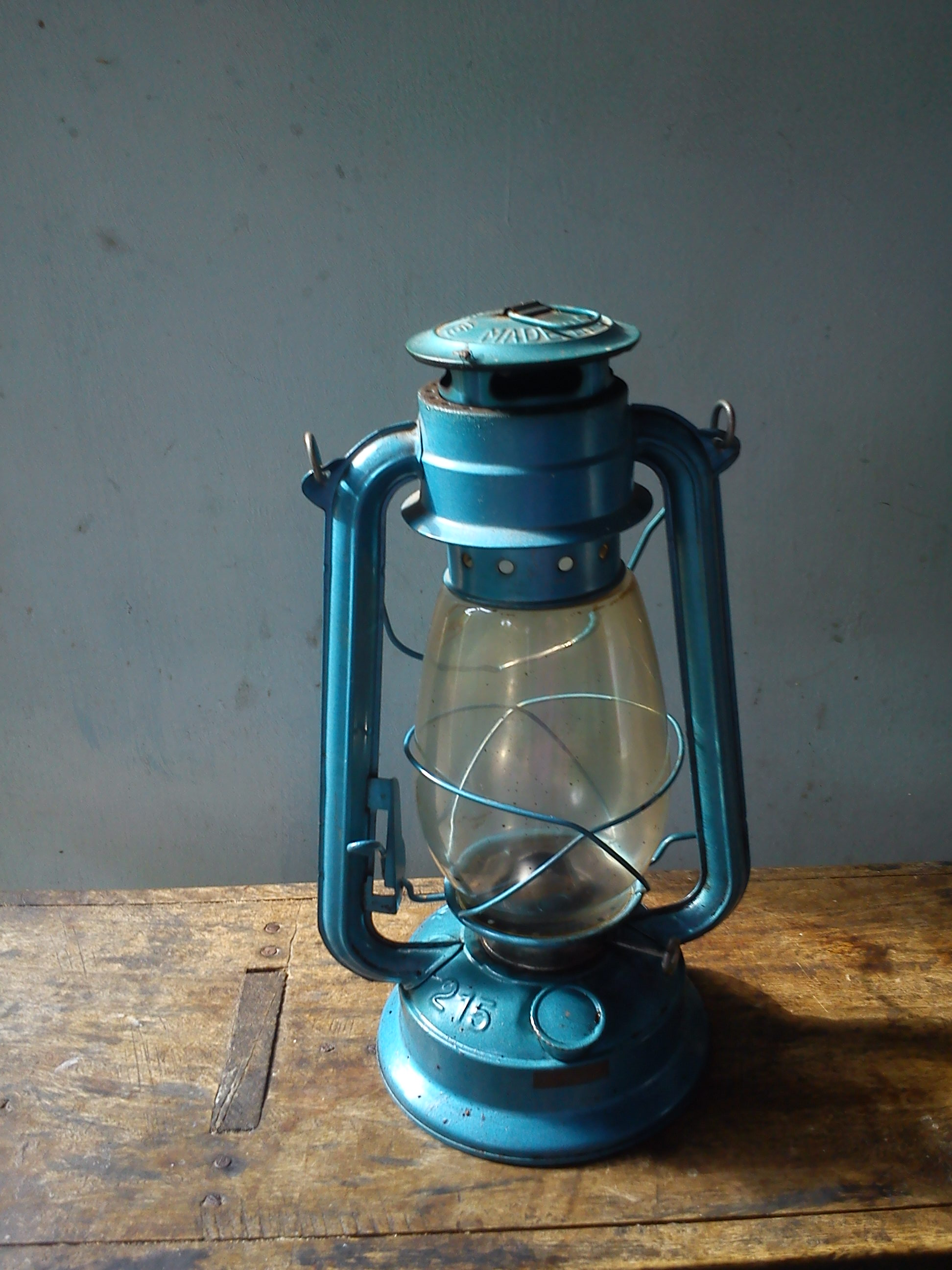
コールド＝ブラスト

「バーン・ランタン」ないし「ハリケーン・ランタン」としても知られる灯油ランタンは、携帯および屋外使用のために作られた平芯ランプである。これははんだ付けないし圧着された打ち抜きされた金属板で作られており、錫メッキされた鋼板が最も一般的な材料で、真鍮と銅がそれに続いている。デッド＝フレイム型、ホット＝ブラスト型、コールド＝ブラスト型の三種類がある。ホット＝ブラストとコールド＝ブラストの両方の設計は筒状ランタンと呼ばれているが、筒状ランタンを傾けるとバーナーへの酸素の供給が遮断されて数秒で炎が消えるので、デッド＝フレイム・ランプよりも安全である。
1850年代と1860年代の最も初期の携帯用灯油「ガラス球」ランタンはデッド＝フレイム型であり、開いた芯を備えることを意味していたが、炎への上向きの空気の流れはバーナーの下と上部が開いた火屋にある通気孔の組み合わせによって確実に制御されていた。これは横向きの気流を除去する効果があり、露出した炎で発生する可能性があるちらつきを大幅に低減ないし除去することができた。
後のホット＝ブラストやコールド＝ブラストなどのランタンは、芯を「デフレクター」ないし「バーナーコーン」で部分的ないし完全に囲んでこの気流制御をさらに進め、芯で燃焼するために供給される空気を導くと同時に燃焼のための空気を予熱した。
その構造に用いられている金属管から「筒状ランタン」としても知られるホット＝ブラストはジョン・H・アーウィンによって発明された1869年5月4日に米国特許を取得した。この特許には「風が炎を消すような態様で作用する代わりに、その継続を支援し、火が消えるのを防止するのに役立つランタンを作る新しい様式」と記載されている。この改善は本質的に、通常は保護されていないデッド＝フレイム・ランタンの炎を消す傾向がある風を、その代わりに燃料の燃焼を支援・促進するために減速し、予熱されてバーナーに供給されるように向きを変えるものである。
その後、アーウィンは1873年5月6日にコールド＝ブラスト設計の特許を取得してこの設計を改良した。この設計は、吸気部分を再設計することによって酸素が枯渇した高温の燃焼副産物の向きを変えてバーナーに再循環することを防ぎ、酸素が豊富で新鮮な空気のみが大気からランプへ引き込まれることを除けば、以前のホット＝ブラストの設計と似ている（「新鮮な空気の入口は、燃焼生成物の上昇流の外に配置され、それによって、前記生成物が[空気取り入れ口]に入るのを防ぐ」）。以前の「ホット＝ブラスト設計」と比べたこの設計の第一の利点は、新鮮な空気のみがバーナーに供給されるようにすることで、燃焼に利用できる酸素の量を最大化し、それによって炎の明るさと安定性を高めることだった。

## 燃料
少量のガソリンなどによってランプ燃料が汚染されると、燃料の引火点が下がり、蒸気圧が高くなって危険な結果を招く可能性がある。こぼれた燃料からの蒸気に引火する可能性があり、液体の燃料の上に蒸気が閉じ込められると、過剰な圧力と火災が発生する可能性がある。
灯油ランプは電灯のない地域では今でも広く使用されており、燃焼照明のコストと危険性は多くの国で継続的な懸念事項である。

## 性能
平芯ランプの光出力は最も低く、中央通風の巻芯ランプの出力は平芯ランプの3倍から4倍であり、圧力ランプの出力はさらに高く、その範囲は8から100ルーメンである。1日4時間37ルーメンを発生する灯油ランプは、1か月あたり約3リットルの灯油を消費する。
| 平芯の幅                                      | カンデラ[cd] | ルーメン[lm] | ワット数[w] |
| --------------------------------------------- | ------------ | ------------ | ----------- |
| 3/8"                                          | 4            | 50           | 3.3         |
| 1/2"                                          | 7            | 88           | 5.9         |
| 5/8"                                          | 9            | 113          | 7.5         |
| 3/4"                                          | 10           | 125          | 8.3         |
| 7/8"–1"                                       | 12           | 151          | 10.1        |
| 1-1/2"                                        | 20           | 251          | 16.7        |
| 2× 1", 1-1/16", 1-1/8"                        | 30           | 377          | 25          |
| 2× 1-1/2"                                     | 50           | 628.5        | 42          |
| 1-1/4" 巻芯 "Dressel Belgian"                 | 67           | 842          | 56          |
| 1-1/2" 巻芯 "Rayo"                            | 80           | 1000         | 66.6        |
| 2-1/2" 巻芯 "Firelight" ないし "store" ランプ | 300          | 3771         | 251         |